# Mercedes-Benz AGL
Apresentada originalmente na Alemanha em 1959, a série "AGL" chegou ao Brasil em 1964, trazendo a nova cabine semiavançada e uma grande variedade de versões, proporcionando diferentes opções de motores e chassis, oferecendo desde o pioneiro modelo L-1111 ao popular L-1113, além de outros modelos, desenvolvidos para os mais variados tipos de aplicações.
Equipados com motores de 5 ou 6 cilindros em linha, com diferentes variações de potência, os modelos da série "AGL" foram disponibilizados para os segmentos de caminhões médios, pesados e extrapesados, além de opções para uso fora de estrada.
Mantendo basicamente as mesmas linhas originais desde a época de seu lançamento no país em 1964, a linha AGL passou por uma remodelação em 1982, ganhando nova grade frontal, ladeada por novos faróis retangulares (dois de cada lado) e um novo painel de instrumentos, além de atualizações técnicas.
No Brasil, a linha AGL foi produzida até 1988, sendo substituída em 1989 pelos novos modelos com cabine semiavançada, trazendo inovações mecânicas e visual completamente remodelado.